# NGC 4008
NGC 4008 este o galaxie eliptică situată în constelația Leul. A fost descoperită în 11 aprilie 1785 de către William Herschel. Se află la o distanță de 53,7 de megaparseci de Pământ.